# Charles Groves
Sir Charles Barnard Groves (ur. 10 marca 1915 w Londynie, zm. 20 czerwca 1992 tamże) – brytyjski dyrygent.

## Życiorys
W latach 1924–1930 kształcił się w St. Paul’s Cathedral School w Londynie, następnie w latach 1930–1932 uczęszczał do Sutton Vallence School. Od 1932 do 1937 roku studiował w Royal College of Music w Londynie. W latach 1938–1942 był chórmistrzem BBC. Był asystentem dyrygenta BBC Theatre Orchestra (1942–1944) i dyrygentem BBC Northern Orchestra (1944–1951). W 1951 roku objął kierownictwo Bournemouth Municipal Orchestra, znacznie podnosząc jej poziom artystyczny i doprowadzając do przekształcenia jej w 1954 roku w Bournemouth Symphony Orchestra. Od 1961 do 1963 roku dyrygował Welsh National Opera w Cardiff, następnie od 1963 do 1977 roku prowadził Royal Liverpool Philharmonic Orchestra. Od 1967 roku współpracował również z Royal Philharmonic Orchestra w Londynie. W latach 1978–1979 dyrygował English National Opera. W 1986 roku objął posadę dyrygenta Guildford Philharmonic.
Specjalizował się w wykonawstwie wielkich form wokalno-instrumentalnych, w tym muzyki Gustava Mahlera i Fredericka Deliusa. Gościnnie występował w Stanach Zjednoczonych. Dokonał licznych nagrań płytowych, głównie dzieł symfonicznych kompozytorów angielskich. W 1970 wraz z Royal Liverpool Philharmonic Orchestra wystąpił na festiwalu Warszawska Jesień. Oficer (1958) i komandor (1968) Orderu Imperium Brytyjskiego. Doktor honoris causa Uniwersytetu w Liverpoolu (1970). W 1973 roku otrzymał tytuł szlachecki.